# Islands on the Air
Islands On The Air (IOTA) ist ein Amateurfunkdiplom-Programm. Das Ziel des Programms ist den weltweiten Funkbetrieb mit Inseln zu fördern.
Das IOTA-Programm wurde 1964 von Geoff Watts, einem britischen Kurzwellenhörer (Kennzeichen BRS 3129) und Redakteur des britischen DX-News-Sheets (DXNS), ins Leben gerufen. Seit 1985 wird das Programm durch die Radio Society of Great Britain (RSGB) geführt. Roger Balister, G3KMA ist der verantwortliche IOTA-Manager.
Im Mittelpunkt stehen Funkverbindungen mit Stationen auf Inseln. Hierzu wurde der Begriff „Insel“ in den Regeln vom RSGB genau definiert und eine Inselliste veröffentlicht. Dem Programm liegt der Gedanke zugrunde, Funkkontakte mit möglichst vielen Inseln aus allen Kontinenten herzustellen.
Funkverbindungen mit ansonsten unbewohnten Inseln können zeitweise durch DXpeditionen möglich werden.

## IOTA-Diplome
Für Verbindungen mit Inseln weltweit sind derzeit 24 Diplome ausgelobt: (Stand 2024)
- IOTA 100, 200, 300 … bis 1100 ISLANDS OF THE WORLD
- IOTA PLAQUE OF EXCELLENCE
- IOTA 1000 ISLANDS TROPHY
- IOTA AFRICA
- IOTA ANTARCTICA
- IOTA ASIA
- IOTA EUROPE
- IOTA NORTH AMERICA
- IOTA OCEANIA
- IOTA SOUTH AMERICA
- IOTA ARCTIC ISLANDS
- IOTA BRITISH ISLES
- IOTA WEST INDIES
- IOTA WORLD DIPLOMA

## IOTA-Contest
Jährlich im Juli findet der IOTA-Contest statt. Dazu werden zahlreiche Inseln von Funkamateuren besucht, so dass es möglich ist, mit vielen Inselstationen Funkkontakte herzustellen. Der IOTA-Contest wird vom „RSGB-Contest-Komitee“ organisiert und nicht vom „IOTA-Komitee“.